# Har Mar Mall
Har Mar Mall es un centro comercial cerrado en la ciudad de Roseville, al suroriente del estado de Minnesota (Estados Unidos). Har Mar Mall comprende más de 39 948 m² del espacio comercial y las tiendas ancla del centro comercial son Famous Footwear, Michaels, HomeGoods, Barnes & Noble, Staples, K&G Fashion Superstore, Burlington, Cub Foods, H&R Block, Tuesday Morning, Marshalls, David's Bridal, Painting with a Twist, Sport Clips, Waxing the City, Elements Massage y Best Buy Mobile. El centro comercial tiene 45 inquilinos.
Inaugurado en 1963 y ampliado varias veces desde entonces, es uno de los dos centros comerciales cerrados en Roseville; el otro es Rosedale Center. A pesar de ser un centro comercial relativamente pequeño, Har Mar Mall permanece abierto. Fue construido por Robert W. Fendler de Fendler Patterson y es propiedad y está administrado por Vanbarton Group y Varbarton Services respectivamente.

## Historia
La construcción del centro comercial Har Mar comenzó en 1961, cuando Harold J. Slawik tuvo la visión de construir un "súper centro comercial", similar a los centros comerciales que había visto mientras viajaba por Florida. Derivando su nombre de sus propietarios, Harold J. Slawik y su esposa Marie, Har Mar es una combinación de los dos nombres. Fue construido en 50 acres de tierra cerca de una concurrida intersección en Roseville (un suburbio de Twin Cities). Willard Thorson, nativo de Minnesota, quien diseñó Apache Plaza en las cercanías de St. Anthony, diseñó el centro comercial, mientras que Robert W. Fendler se desempeñó como arquitecto del centro comercial. Según Thorson, el centro comercial consta de "un largo pasillo, que zigzaguea en una serie de ángulos... que hacen que Har Mar sea verdaderamente único"; cuenta con pasillos "enormemente anchos" y "techos abovedados con grandes ventanales" para permitir que la luz natural entre en los pasillos.
La construcción del centro comercial costó casi 6 millones de dólares en un lapso de dos años. Durante el verano de 1962, Harold Slawik murió, dejando a su esposa a cargo de la construcción del centro comercial; Señora. Según los informes, Slawik trabajó 80 horas a la semana para mantenerse al día con el centro comercial. En mayo del mismo año, Target construyó su primera ubicación en un estacionamiento directamente al norte de Har Mar. Mientras que el cercano Rosedale Center se construyó en 1969, Har Mar experimentó una expansión significativa a principios de los años 1970.
En 1970, se completó la construcción de un teatro gemelo, Har Mar 1 y 2, y se convirtió en el segundo cine de doble pantalla de las Ciudades Gemelas; su lujoso diseño incluía un "vestíbulo espacioso, con tres candelabros de cristal venecianos y fuentes burbujeantes". Era propiedad de AMC y fue construido por el arquitecto Benjamin Gingold Jr. En 1977, el más grande de los dos auditorios del teatro fue hermanado, creando un tríplex, ya que el teatro pasó a llamarse Har-Mar 3. En 1981, una antigua tienda de comestibles detrás del teatro se transformó en otras ocho pantallas pequeñas, lo que le dio al teatro un total de 11 pantallas, lo que lo convirtió en el cine más grande (y en ocasiones el más taquillero) del estado.
El 14 de junio de 1981, Har Mar Mall fue dañado por un gran tornado durante las horas de la tarde. Si bien el centro comercial no sufrió grandes daños y solo afectó la apariencia cosmética del centro comercial, varios negocios y residencias locales cercanas quedaron en ruinas después del impacto. Poco después del tornado, se llevó a cabo una gran renovación para actualizar la apariencia del centro comercial y reparar cualquier daño dejado por él. En 1988, se llevó a cabo otra expansión, lo que permitió a Har Mar adquirir varios minoristas más grandes en el espacio recién construido; la apertura de Highland Superstore y T.J Maxx apareció a finales de este año, junto con la adición de un nuevo patio de comidas con capacidad para más de 400 personas. Tres años más tarde, Highland Superstore se convirtió en BizMart, una tienda regional de suministros de oficina. BizMart fue adquirido más tarde por OfficeMax en 1992 antes de cerrar finalmente en 1995; HomePlace abrió en el espacio desocupado por OfficeMax, y actualmente está alquilado por HomeGoods, el sucesor de HomePlace. En los años 2000, Har Mar se sometió a un cambio de imagen cosmético que le costó al propietario anterior Emmes Realty Services casi 12 millones de dólares; Emmes despertó interés en abrir un Von Maur en el centro, pero la propuesta finalmente se disolvió.

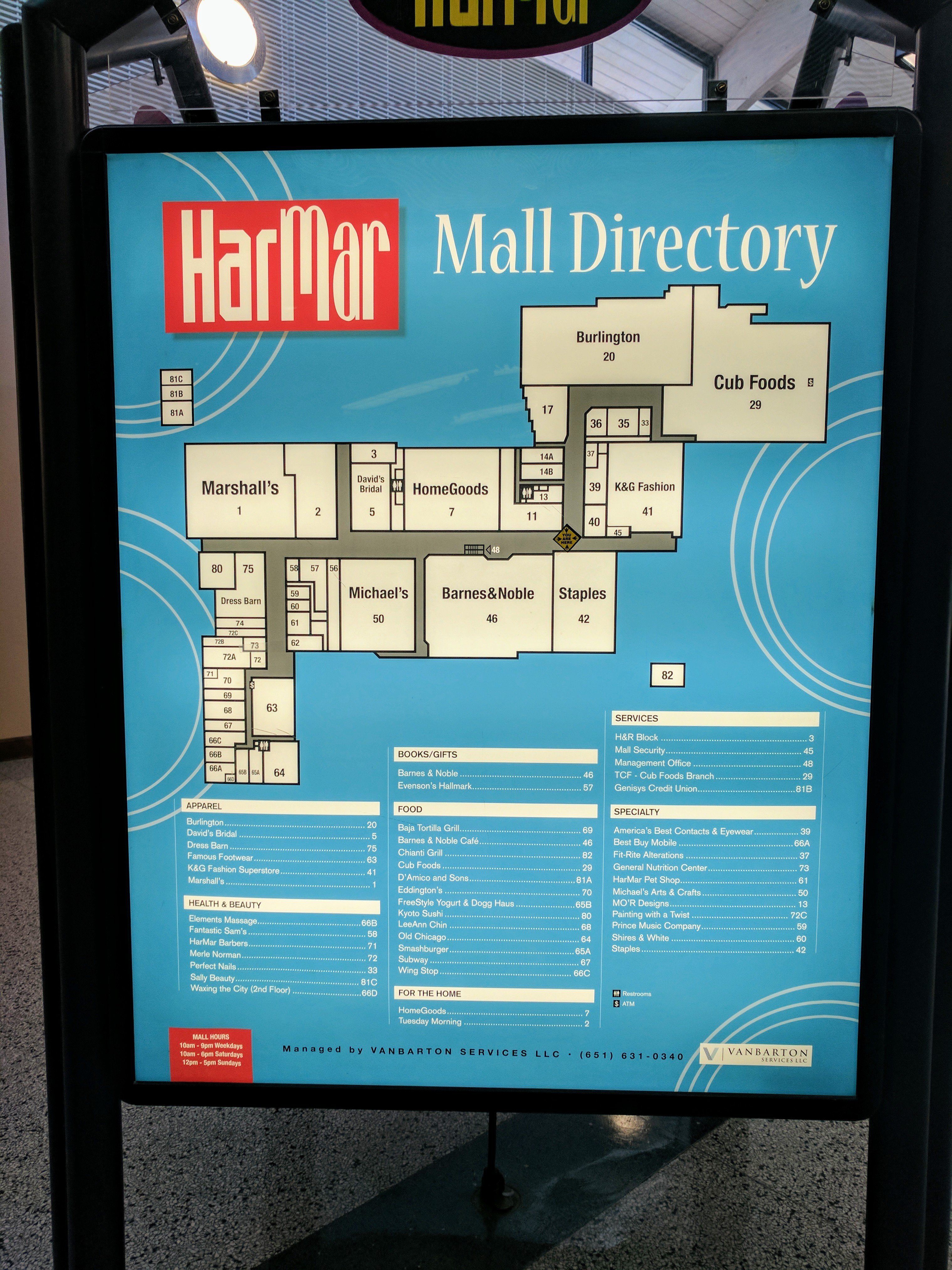
Directorio de centros comerciales de diciembre de 2016

A principios de los años 2000, el cine que alguna vez estuvo en auge se había vuelto obsoleto en tecnología y estilos de asientos. En 2006, AMC (que era propietaria de los teatros de Har Mar) abrió un nuevo complejo teatral cercano en Rosedale con tecnología digital y asientos de estadio, y las pantallas que alguna vez fueron prósperas en Har Mar fueron cerradas permanentemente.
En 2014, Burlington Coat Factory, un minorista de ropa con descuento, anunció que planeaba arrendar 4859 m² espacio previamente ocupado por Northwestern Books; la apertura de esta ubicación permitió que todos los inquilinos ancla de Har Mar estuvieran completamente alquilados. Actualmente, el centro comercial mezcla "grandes tiendas de interés especial, así como una variedad de tiendas más pequeñas y únicas" bajo un mismo techo. Varios nuevos inquilinos y empresas han comenzado a alquilar locales, como Staples Inc., D'Amico & Sons, además de varios especialistas en alta cocina.

## En la cultura popular
Har Mar Superstar, un músico de rock independiente y líder del grupo musical Sean Na Na, tomó su nombre artístico de Har Mar Mall. Según Sean Tillmann, el nombre legal de Superstar, adquirió el nombre después de pasar su juventud "viendo películas y escribiendo canciones sobre los transeúntes en el patio de comidas". Visitó el centro comercial con frecuencia ya que "estaba al otro lado de la calle de donde [él] trabajaba en un trabajo de oficina". Desde su entrada en la industria de la música, ha ganado atención después de escribir una canción para Britney Spears llamada "Tall Boy", que finalmente fue rechazada por el equipo de gestión de Spears.